# Битва при Эрестфере
Битва при Э́рестфере (швед. Slaget vid Errastfer) —  битва, состоявшаяся 29 декабря 1701 года (9 января 1702 года) (30 декабря по шведскому календарю) между русской и шведской армиями в 2 милях к юго-востоку от мызы Эрестфер, находившейся в 7 милях от Дерпта . Первая крупная победа русской армии над шведской в ходе Северной войны.

## Предыстория
После разгрома русской армии при Нарве Карл XII обратился против другого своего противника — саксонского курфюрста и польского короля Августа II, оставив в своих прибалтийских владениях всего 15 тысяч войск: 8 тысяч (5 тысяч регулярных и 3 тысячи нерегулярных) под командованием генерал-майора В. А. Шлиппенбаха в Лифляндии и Эстляндии и 7 тысяч генерал-майора А. Крониорта в Финляндии и Ингерманландии.
Тем временем Пётр I приводил в порядок свою армию. В июне 1701 года армия, собираемая в Пскове и Новгороде, была вверена генерал-аншефу Б. П. Шереметеву. Осенью 1701 года после настоятельных повелений Петра I, Шереметев открыл «малую войну» и стал посылать отряды на территорию Лифляндии. 2 октября Пётр I, прибыв в Псков, объявил о "генеральном походе".

## Ход битвы
Только в декабре 1701 года Б. П. Шереметев по требованию Петра I выступил в так называемый «Свейский поход». В авангарде следовал ертаульный воевода И. Т. Назимов (661 чел.). Большой полк Б. П. Шереметева следовал тремя колоннами: 
- колонна самого Б. П. Шереметева: драгунские полки С. Кропотова, Е. Гулица, Д. Шеншина (командовал М. Зыбин), кн. И. Львова, три роты полка Н. Полуэктова, смоленская шляхта и рейтары генерал-майора Б. С. Корсака, а также 150 татар, 55 курских калмыков, 950 казаков Ф. В. Шидловского и 120 рейтар Моисея Мурзенка; всего 4225 чел.
- колонна воеводы Пскова В. Б. Бухвостова: 10 новгородских дворян ведения Хвостова, 30 новгородских дворян драгунского полковника А. Малины, драгунский полк Ф. Новикова, 3800 казаков под общим началом гетмана Обидовского; всего 4540 чел.
- колонна генерал-майора И. И. Чамберса: половина драгунского полка князя Н. Мещерского, солдатские полки Лима, Айгустова, фон Швендена, Англера, Толбухина, Тыртова и Шарфа, стрелецкие полки Козадавлева и Вестова; всего 8213 чел.
- артиллерия под началом полковника Гошки: пудовая мортира, 3 гаубицы и 16 пушек.

Шереметев располагал силами в 18 800 человек, в том числе свыше 6000 иррегулярных кавалеристов. Численность шведских частей, сконцентрированных у ставки Шлиппенбаха, не превышала 5000 человек. Непосредственно в сражении силы Шлиппенбаха насчитывали до 3800 человек и 6 орудий.
Ранним утром, как только русский авангард вышел из лагеря, он подвергся нападению эстляндских рейтар и драгун подполковника Ливена. Успешно отразив эту атаку (шведский подполковник Ливен был ранен и попал в плен), русская армия двинулась вперёд.
Шлиппенбах занял позицию у переправы через реку Ахья, а рейтарский полк Эншельда отправил на противоположный берег. Русская конница атаковала шведов и взяла в плен полковника Эншельда, но при атаке основной позиции была отбита.
Атакуя поначалу одной конницей, Шереметев навязал сражение Шлиппенбаху и дождался подхода своей пехоты и артиллерии, после чего Шлиппенбах был вынужден отступить. Шведы бежали, бросив артиллерию, и русская кавалерия преследовала их несколько миль.

## Потери
Шведы потеряли 3 тысячи человек убитыми, русские потеряли втрое меньше — 1 тысячу человек. По шведским данным, шведы потеряли 700 человек убитыми, 350 — пленными, а также 4 орудия; потери русских войск составили по шведским донесениям (без уточнения характера потерь) 3000 человек. Керсновский сообщает, что шведские потери одними только убитыми составили до 3 тысяч человек, было взято до 2 тысяч пленных, 16 шведских знамён и 8 пушек. Русские потери он оценил в 1 тысячу человек.
Историк Артамонов пишет, что шведские потери составили погибшими около 2 тысяч человек и 134 пленными. Данные по русским потерям он не предоставляет. По сведениям Красикова, шведские потери составили более 1000 человек убитыми и ранеными, вся артиллерия (6 орудий) и 16 знамён, русские же лишения точно неизвестны: от 1000 убитыми и ранеными до 1000 только убитыми.
Наиболее подробные сведения приводит российский историк А. В. Беспалов, опираясь также на эстонского историка Х. Э. Паали. По их оценке, из 3000—3800 шведских солдат, участвовавших в сражении, было убито 1000—1400, 700—900 человек разбежались и дезертировали, 134 были взяты в плен. Всего потери составили около 2000—2200 человек. Вся артиллерия (6 орудий) была захвачена русскими. Видимо, Артамонов, пишущий, что убито в сражении было около 2 тысяч шведов, относит к погибшим дезертиров.
Таким образом, шведские потери в 3—4 тысяч человек сильно преувеличены. Паали оценил русские потери в 400—1000 человек.

## Награды
Пётр I высоко оценил победу при Эрестфере. В её честь была отлита медаль (положившая начало распространению медального искусства в России), каждый солдат получил по рублю, а офицеры — солидные суммы. Б. П. Шереметев был произведён в генерал-фельдмаршалы.